# Overkill (Band)
Overkill ist eine US-amerikanische Thrash-Metal-Band aus dem Großraum New York, die von Bassist D. D. Verni und Schlagzeuger „Rat“ Skates gemeinsam mit Sänger Bobby „Blitz“ Ellsworth und Gitarrist Robert Pisarek 1980 gegründet wurde.

## Geschichte

### Die 1980er Jahre
Overkill wurde 1980 von D. D. Verni und Rat Skates (bürgerlich Carlo Verni und Lee Kundrat) gegründet. Robert Pisarek meldete sich als Gitarrist auf Skates’ Anzeige und brachte Bobby Ellsworth, der bis dahin seine ersten musikalischen Erfahrungen als Bassspieler gesammelt hatte, als Sänger mit in die Formation. Nach einigen Diskussionen über den künftigen Bandnamen einigten sich die Musiker schließlich auf Overkill. Dieser Name entsprach dem gleichnamigen Album der damals noch eher unbekannten Band Motörhead, das den Musikern bekannt war, wobei jedoch auch Overdose oder Overdrive zur Auswahl gestanden, allerdings der Bestandteil kill den Ausschlag gegeben hatte. Zunächst spielte die Band Punk- und Heavy-Metal-Coverversionen, diese aber in einer aggressiveren Version und in höherer Geschwindigkeit als die Originale. Da sich auch eigene Songs in diesem Stil im Live-Programm der Band etablieren konnten, wurde Overkill zu einer der ersten Bands des als Thrash Metal bezeichneten Stils.
1981 traten Rich Conte und Bobby Gustafson der Band bei. Diese Besetzung nahm 1984 ein Demo namens Power in Black auf, von dem ein Lied auf einem Metal-Massacre-Sampler erschien. Schließlich wurde über das Independent-Label Metal Storm Records eine selbstbetitelte EP herausgebracht, die im Untergrund sehr positiv aufgenommen wurde und schnell ausverkauft war. Diese Veröffentlichung führte zu einem Plattenvertrag mit dem New Yorker Label Megaforce Records. 1985 erschien das Debütalbum Feel the Fire, das mit seinem aggressiven, aber melodischen Stil heute als Klassiker gilt. Das Album wurde zusammen mit Megadeth, Anthrax und Agent Steel betourt.
Zwei Jahre später wurden das Album Taking Over und die Live-EP Fuck You veröffentlicht. Die Band unternahm im Vorprogramm von Helloween eine Europatournee und galt bald neben Anthrax und Nuclear Assault als eine der wichtigsten Thrash-Bands der US-Ostküste. 1988 verließ Rat Skates die Band und wurde durch Sid Falck ersetzt, der vorher bei Paul Di’Anno’s Battlezone Schlagzeuger war. Mit diesem veröffentlichte die Formation das mit Terry Date aufgenommene Album Under the Influence, das sehr schnell und aggressiv ausfiel, im Gegensatz zum Vorgänger.
Mehrere Songs aus diesem Album wurden später im Vorprogramm von Slayer live gespielt. Das 1989 veröffentlichte Album The Years of Decay betonte hingegen eher den melodisch-düsteren Overkill-Stil der Musik und offenbarte Hardcore-Einflüsse. Auf eine mit Dawn of the Decade betitelten Tour zu diesem Album gingen Overkill mit Testament.

### Die 1990er Jahre
Anschließend verließ Bobby Gustafson, der Hauptsongwriter, nach Streitigkeiten die Band. An seine Stelle traten mit Merrit Gant und Rob Cannavino gleich zwei neue Gitarristen; letzterer war Gustafsons Gitarrentechniker. Diese neue Besetzung nahm 1991 das Album Horrorscope auf, das wieder melodischere und kürzere Songs enthielt. Während der Tour zum Album verließ Sid Falck die Band zugunsten des neuen Schlagzeugers Tim Mallare. Falck gab an, dass er die Musik lieber in eine technischere und komplexere Richtung gelenkt hätte und seine Vorstellungen enttäuscht worden seien.
Das 1993 über Atlantic Records veröffentlichte Nachfolgealbum I Hear Black wurde jedoch zum Flop, da es musikalisch aus dem Rahmen fallende Doom-Songs mit Anleihen an Black Sabbath bot. Auf Tour konnte man unter anderem Savatage als Vorgruppe gewinnen. 1994 kehrte die Band mit (W.F.O.) Wide Fucking Open wieder zu ihren alten Klängen zurück, setzte jedoch auch modernere Klänge in der Art der damals populären Pantera ein. Der geringe kommerzielle Erfolg des Albums führte jedoch dazu, dass Atlantic die Band fallen ließ. W.F.O. ist bis heute mit Necroshine auch das einzige Overkill-Album, das nie auf Vinyl veröffentlicht wurde. Neuer Vertriebspartner waren in den USA CMC International und in Europa SPV. Auf der von Jag Panzer und Massacra begleiteten Tour zum Album wurde außerdem ein Livealbum zum zehnjährigen Alben-Jubiläum aufgenommen und unter dem Titel Wrecking Your Neck Live veröffentlicht.
Aus persönlichen Gründen verließen Gant und Cannavino 1995 die Band wieder. Mit Joe Comeau und Sebastian Marino wurde ein Jahr später das Album The Killing Kind aufgenommen, das musikalisch seinem Vorgänger ähnelte. Ein Jahr später erschien mit !!!Fuck You!!! and then Some eine Neuauflage der 1987er EP, wobei zusätzlich die Lieder der Debüt-EP enthalten waren. Als neues Studioalbum erschien außerdem das Album From the Underground and Below, das mit der Verwendung von Samples und Stimmverfremdung sogar Industrial-Metal-Elemente aufwies. Begleiter der Band auf verschiedenen Touren zum Album waren Nevermore, Angel Dust und Nocturnal Rites.

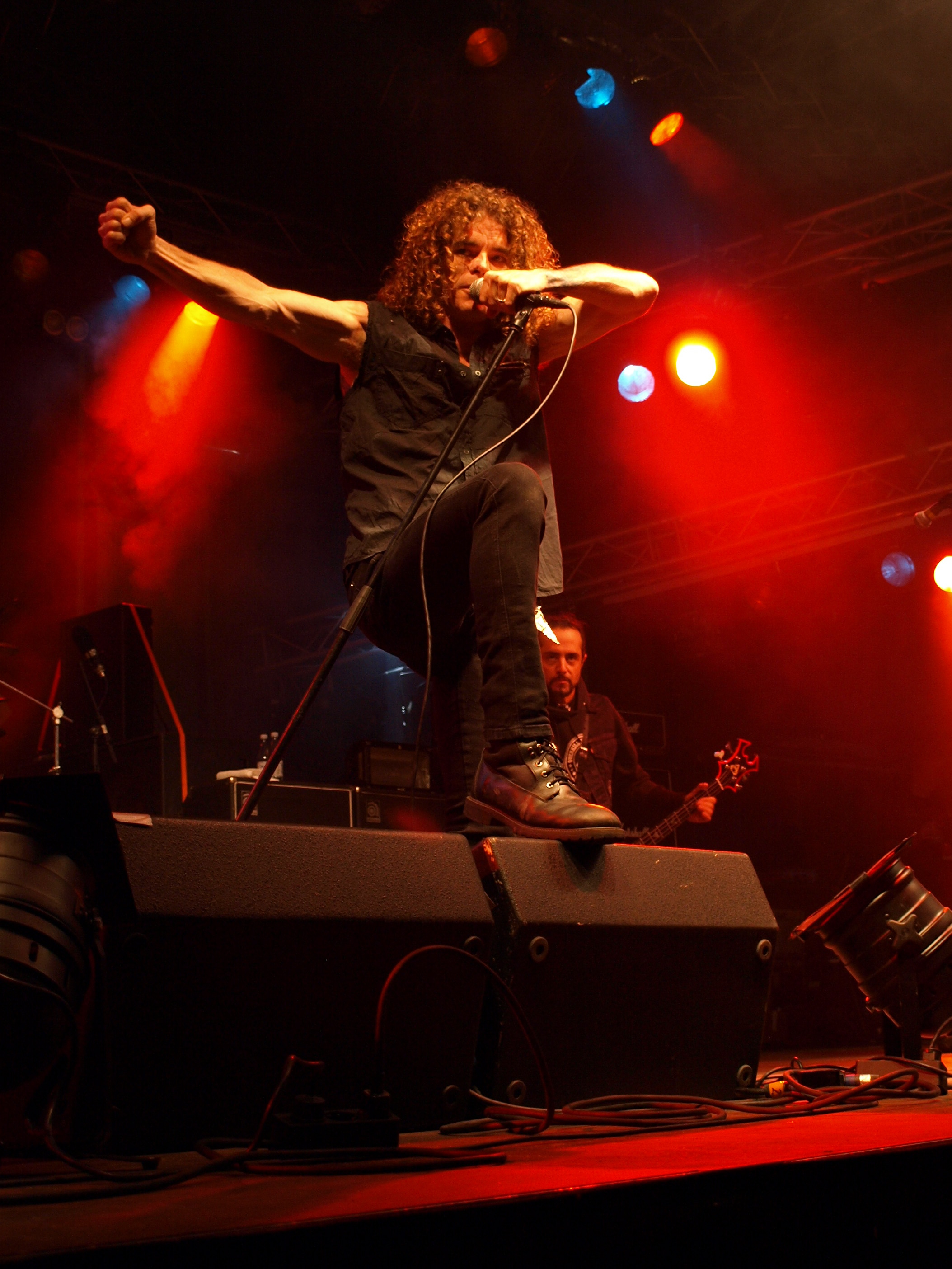
Bobby „Blitz“ Ellsworth, im Hintergrund Bassist D. D. Verni

Im Jahr 1998 wurde bei Bobby Ellsworth eine Krebserkrankung der Nasenschleimhaut festgestellt. Durch mehrere Operationen konnte der Tumor jedoch rechtzeitig entfernt werden. Im Anschluss an die Genesung kehrte der Sänger zur Band zurück, die mit Necroshine bereits ihr zehntes Album aufnahm. Das Album erschien im Februar 1999 und führte noch weiter in die Industrial-Richtung. Nur ein halbes Jahr später erschien dazu mit Coverkill ein reines Coveralbum, das sowohl Lieder von Metalbands wie Motörhead, Manowar und Black Sabbath als auch solche von den Sex Pistols, den Ramones und Jethro Tull enthielt. Zwischenzeitlich hatte Sebastian Marino aus familiären Gründen die Band verlassen. Auf ihn folgte Dave Linsk als neuer Gitarrist.

### Die 2000er Jahre
Nach einer Tour mit Annihilator und Dew-Scented im Jahr 2000 ersetzte Joe Comeau den kurz zuvor entlassenen Sänger Randy Rampage bei Annihilator. Als zweiter Gitarrist neben Dave Linsk wurde Derek Tailer bekanntgegeben, der bereits zuvor bei verschiedenen Gelegenheiten D.D. Verni am Bass vertreten hatte. Tailer wirkte bereits auf dem im Herbst des Jahres veröffentlichten Album Bloodletting mit, nach dem die Band eine Ruhepause einlegte. Erst 2002 traten Overkill wieder in Erscheinung und veröffentlichten mit Wrecking Everything ihr zweites Livealbum, ihr erstes auf dem neuen Label Spitfire Records. Anschließend absolvierte die Band in Begleitung von Blaze eine Europatournee, bei deren vorletztem Auftritt in Nürnberg allerdings Bobby Ellsworth einen Schlaganfall erlitt. Nach verschiedenen Gerüchten ließ die Band verkünden, dass der Schlaganfall allerdings sehr schwach gewesen sei und Ellsworth keine Folgeschäden erlitten habe. Zwischenzeitlich rief die Band zum Boykott der im selben Jahr von SPV veröffentlichten Best-of-Compilation Hello from the Gutter auf, die ohne Absprache mit der Band zusammengestellt wurde.
Die Band arbeitete umgehend an neuem Material, das den Titel Killbox 13 trug und im Frühjahr 2003 veröffentlicht wurde. Das Album fand weitestgehend zum melodischen Klang der frühen Werke zurück, ohne die moderneren Eigenarten der Vorgängeralben aufzugeben. Tailer wirkte jedoch auf der Tour zum Album (mit Seven Witches und After All) nicht mehr mit. Ende 2004 nahm die Band in Vernis Privatstudio erneut neue Lieder auf, die im April 2005 auf dem Album ReliXIV erschienen und an den Vorgänger anknüpften. Nach den Aufnahmen kündigte Tim Mallare seinen Ausstieg an, sein Nachfolger wurde Ron Lipnicki. Außerdem nahmen Overkill an der 2006er Ausgabe der Gigantour teil.
Im Oktober 2007 erschien mit Immortalis das vierzehnte (ohne Covercompilation) Studioalbum der Band auf Bodog Music Europe. Außerdem kündigte man auf der Web-Seite von Overkill eine weitere produktionstechnische Zusammenarbeit mit Jon Zazula und seiner Frau Marsha an, die als Besitzer des Megaforce-Labels bereits das Frühwerk von Overkill veröffentlicht hatten. Im Januar 2010 erschien das Album Ironbound, dem sich eine Welttournee zum 25-jährigen Bandjubiläum anschloss. Das Album war für die Band sehr erfolgreich, es konnte sich erstmals seit 1993 wieder ein Overkill-Album in den Billboard 200 platzieren.

### Die 2010er Jahre
Ende März 2012 erschien das Album The Electric Age. Am 18. Juli 2014 erschien das Nachfolgealbum White Devil Armory. Am 10. Februar 2017 erschien das Nachfolgealbum The Grinding Wheel. Das Album The Wings of War wurde am 22. Februar 2019 veröffentlicht. Am 14. April 2023 erschien das aktuellste Album Scorched.

## Galerie

Bandmitglieder auf dem Rockharz Open Air 2019
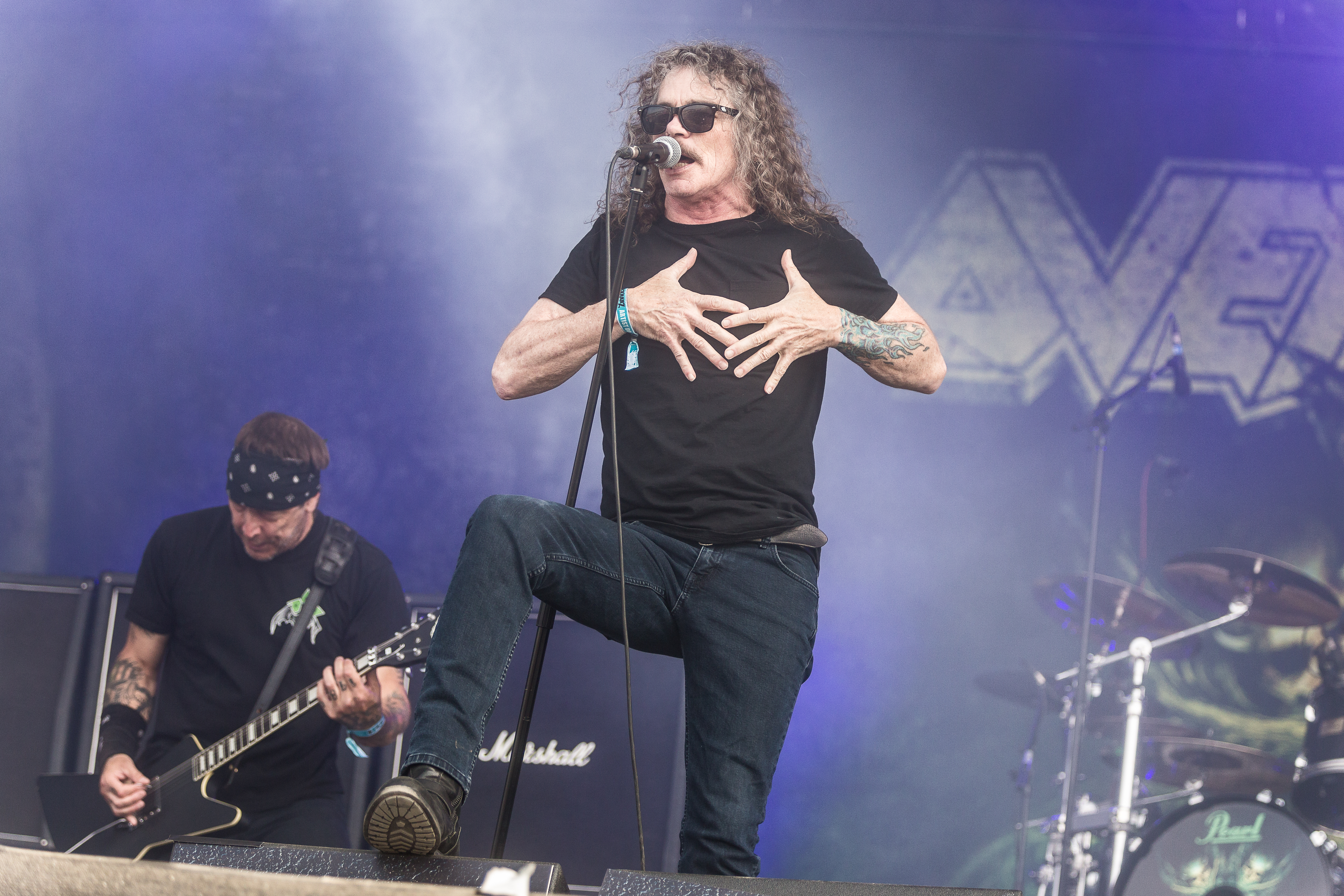
Sänger Bobby „Blitz“ Ellsworth
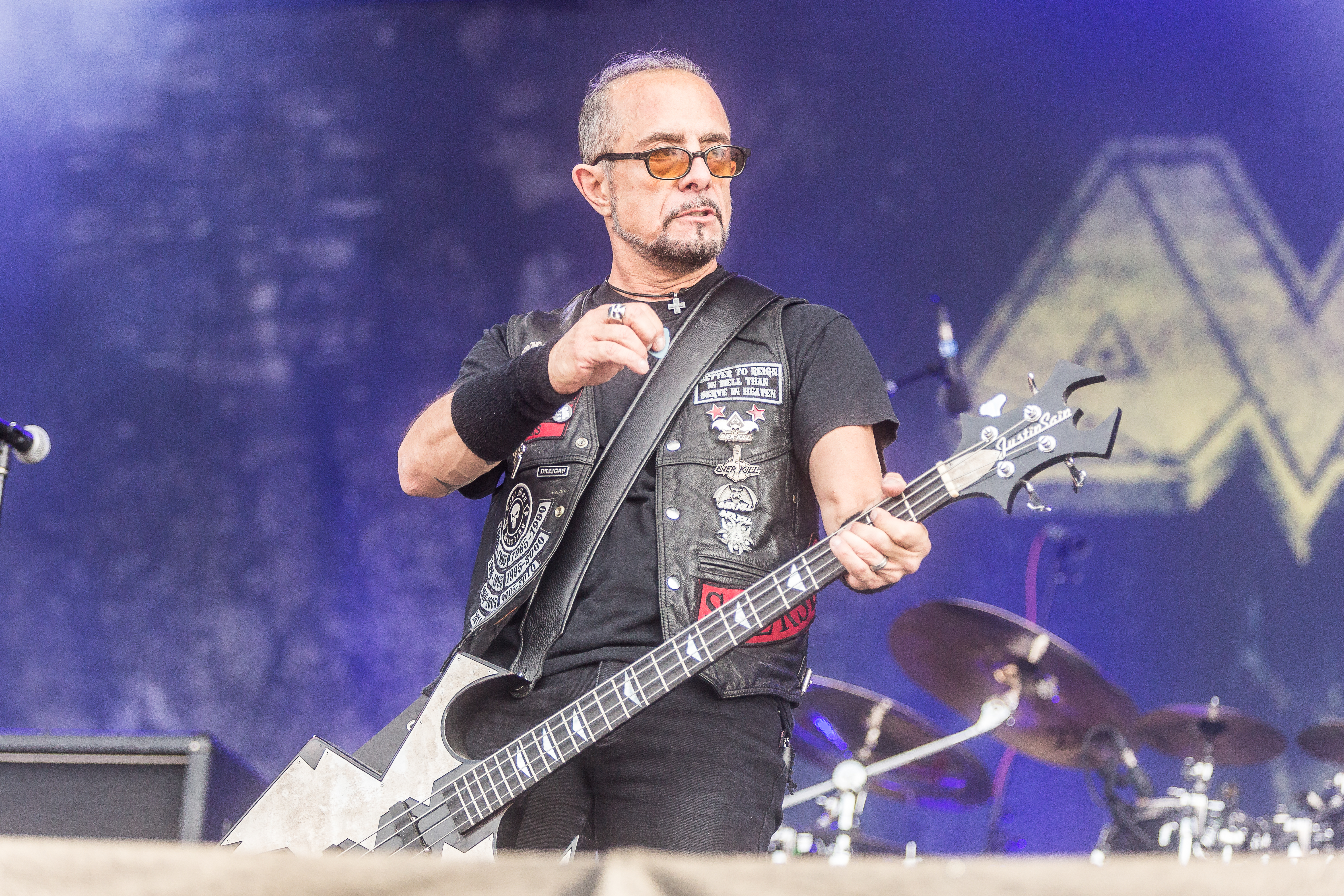
Bassist D. D. Verni
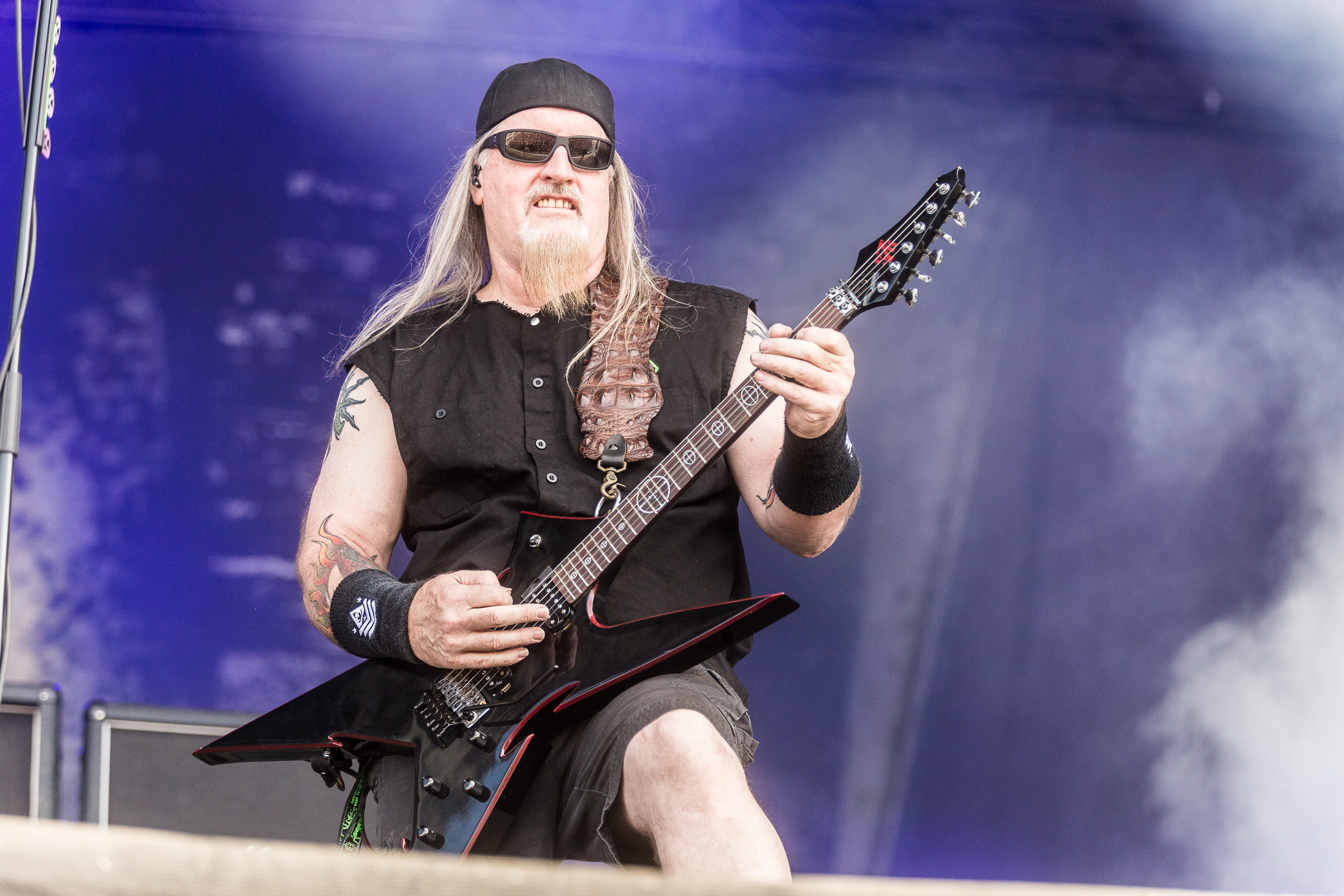
Lead-Gitarrist Dave Linsk
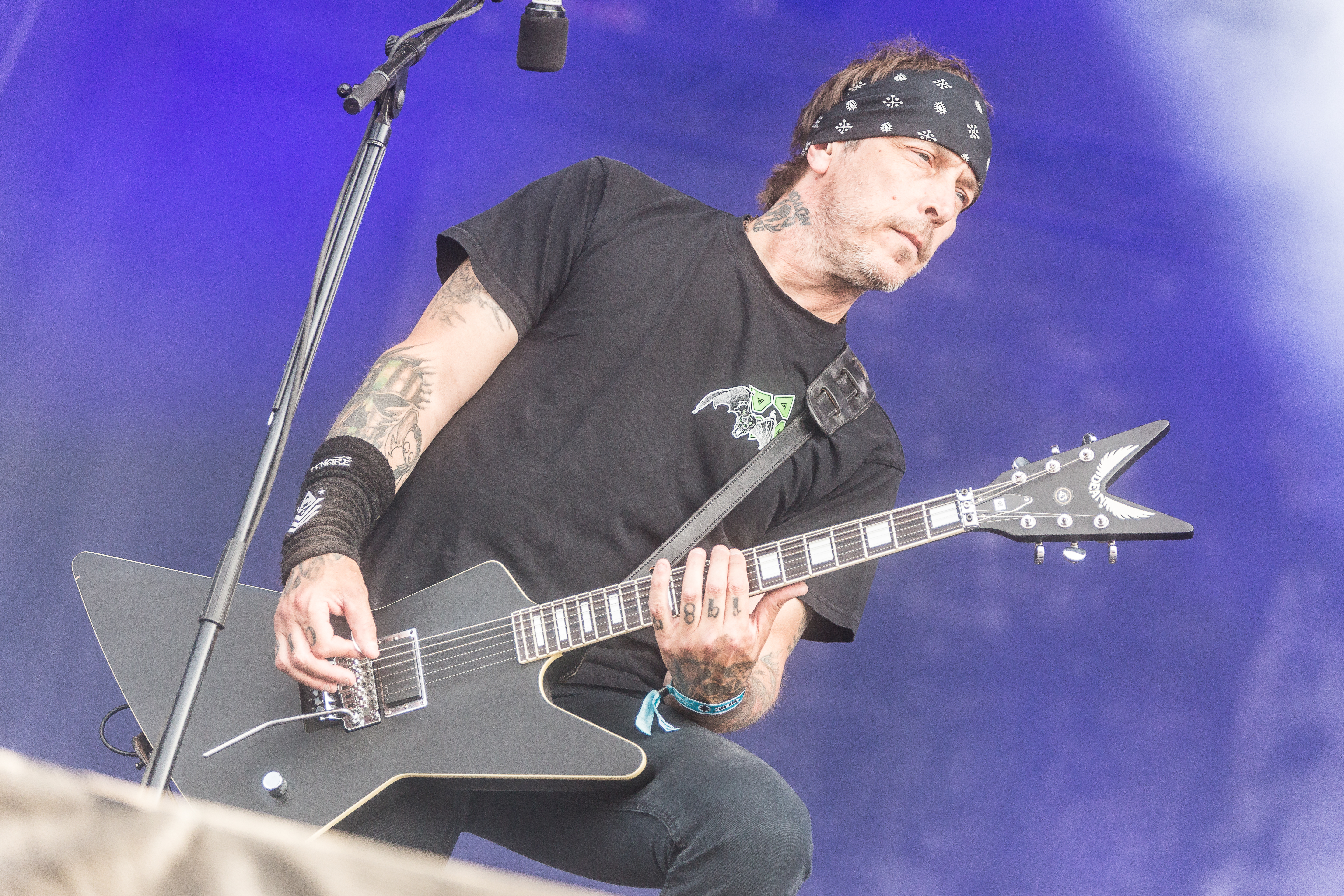
Rhythmus-Gitarrist Derek “The Skull” Tailer
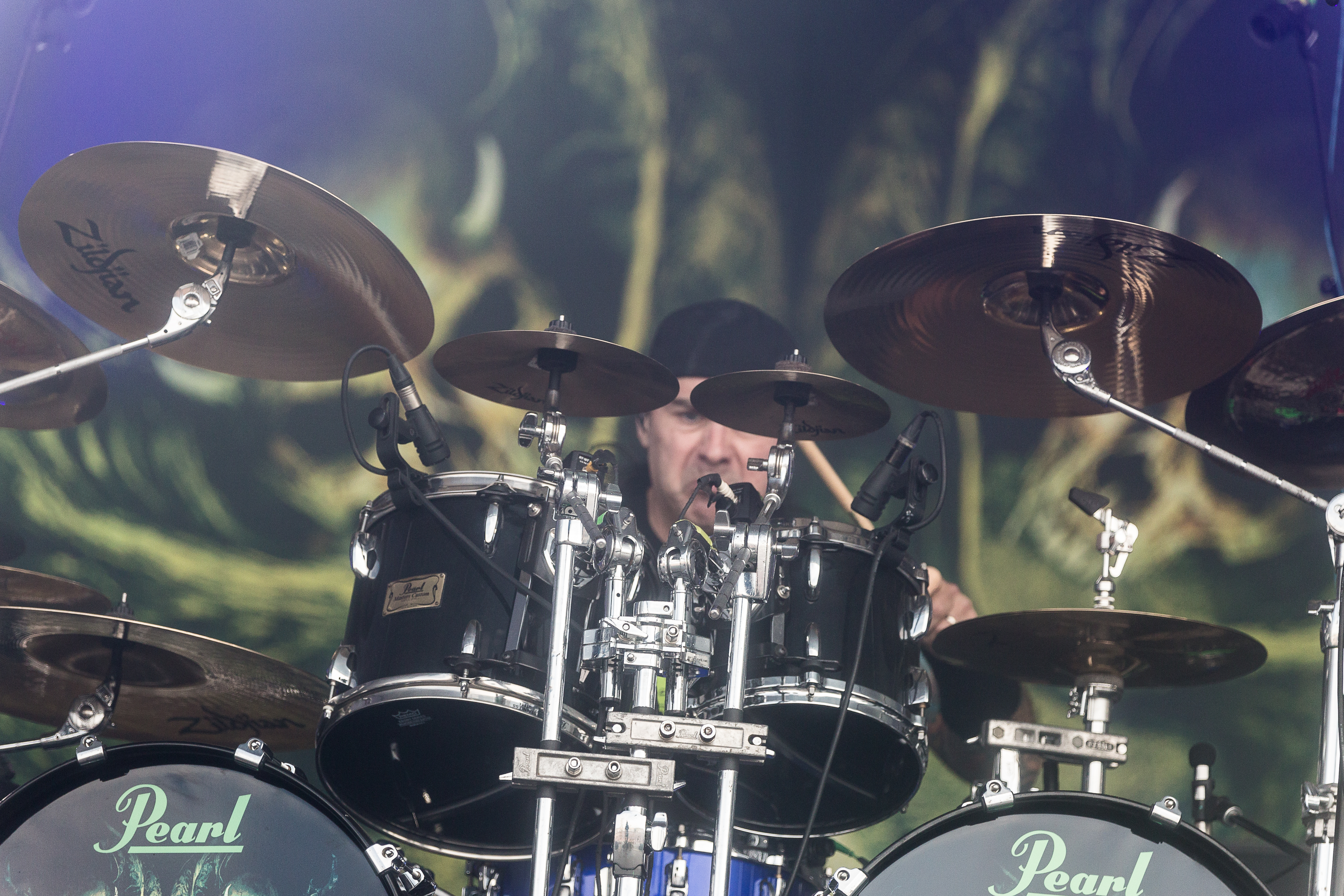
Schlagzeuger Jason “Sticks” Bittner

## Diskografie
Studioalben

| Jahr | Titel Musiklabel                                 | Höchstplatzierung, Gesamtwochen, AuszeichnungChartplatzierungen (Jahr, Titel, Musiklabel, Platzierungen, Wochen, Auszeichnungen, Anmerkungen) | Höchstplatzierung, Gesamtwochen, AuszeichnungChartplatzierungen (Jahr, Titel, Musiklabel, Platzierungen, Wochen, Auszeichnungen, Anmerkungen) | Höchstplatzierung, Gesamtwochen, AuszeichnungChartplatzierungen (Jahr, Titel, Musiklabel, Platzierungen, Wochen, Auszeichnungen, Anmerkungen) | Höchstplatzierung, Gesamtwochen, AuszeichnungChartplatzierungen (Jahr, Titel, Musiklabel, Platzierungen, Wochen, Auszeichnungen, Anmerkungen) | Anmerkungen                              |
| Jahr | Titel Musiklabel                                 | DE | AT | CH | US | Anmerkungen                              |
| ---- | ------------------------------------------------ | --- | --- | --- | --- | ---------------------------------------- |
| 1985 | Feel the Fire Megaforce Records                  | — | — | — | — | Erstveröffentlichung: 15. April 1985     |
| 1987 | Taking Over Megaforce Records                    | — | — | — | US191 (1 Wo.)US | Erstveröffentlichung: 1. September 1987  |
| 1988 | Under the Influence Atlantic Records             | DE42 (6 Wo.)DE | — | — | US142 (13 Wo.)US | Erstveröffentlichung: 5. Juli 1988       |
| 1989 | The Years of Decay Atlantic Records              | DE58 (7 Wo.)DE | — | — | US155 (8 Wo.)US | Erstveröffentlichung: 13. Oktober 1989   |
| 1991 | Horrorscope Atlantic Records                     | — | — | — | — | Erstveröffentlichung: 3. September 1991  |
| 1993 | I Hear Black Atlantic Records                    | DE82 (1 Wo.)DE | — | — | US122 (2 Wo.)US | Erstveröffentlichung: 9. März 1993       |
| 1994 | W.F.O. Atlantic Records                          | DE93 (1 Wo.)DE | — | — | — | Erstveröffentlichung: 15. Juli 1994      |
| 1996 | The Killing Kind CMC International               | DE60 (7 Wo.)DE | — | — | — | Erstveröffentlichung: 5. März 1996       |
| 1997 | From the Underground and Below CMC International | DE80 (2 Wo.)DE | — | — | — | Erstveröffentlichung: 30. September 1997 |
| 1999 | Necroshine CMC International                     | — | — | — | — | Erstveröffentlichung: 23. Februar 1999   |
| 2000 | Bloodletting Metal Is                            | — | — | — | — | Erstveröffentlichung: 24. Oktober 2000   |
| 2003 | Killbox 13 Spitfire Records                      | DE93 (1 Wo.)DE | — | — | — | Erstveröffentlichung: 25. März 2003      |
| 2005 | ReliXIV Spitfire Records                         | — | — | — | — | Erstveröffentlichung: 22. März 2005      |
| 2007 | Immortalis Bodog Music                           | — | — | — | — | Erstveröffentlichung: 9. Oktober 2007    |
| 2010 | Ironbound Nuclear Blast                          | DE31 (2 Wo.)DE | AT61 (1 Wo.)AT | CH77 (1 Wo.)CH | US192 (1 Wo.)US | Erstveröffentlichung: 29. Januar 2010    |
| 2012 | The Electric Age Nuclear Blast                   | DE34 (2 Wo.)DE | AT73 (1 Wo.)AT | CH62 (1 Wo.)CH | US77 (1 Wo.)US | Erstveröffentlichung: 27. März 2012      |
| 2014 | White Devil Armory Nuclear Blast                 | DE20 (2 Wo.)DE | AT53 (1 Wo.)AT | CH31 (1 Wo.)CH | US31 (2 Wo.)US | Erstveröffentlichung: 18. Juli 2014      |
| 2017 | The Grinding Wheel Nuclear Blast                 | DE10 (3 Wo.)DE | AT33 (1 Wo.)AT | CH23 (2 Wo.)CH | US69 (1 Wo.)US | Erstveröffentlichung: 10. Februar 2017   |
| 2019 | The Wings of War Nuclear Blast                   | DE5 (3 Wo.)DE | AT23 (1 Wo.)AT | CH13 (2 Wo.)CH | US158 (1 Wo.)US | Erstveröffentlichung: 22. Februar 2019   |
| 2023 | Scorched Nuclear Blast                           | DE10 (3 Wo.)DE | AT29 (1 Wo.)AT | CH7 (2 Wo.)CH | — | Erstveröffentlichung: 14. April 2023     |